# Kościół Niepokalanego Poczęcia Najświętszej Maryi Panny w Niemczy
Kościół Niepokalanego Poczęcia Najświętszej Maryi Panny – rzymskokatolicki kościół parafialny należący do dekanatu Piława Górna diecezji świdnickiej.
Pierwsza świątynia była wzmiankowana w 1296, została przebudowana w XVI w. i ponownie w 1648. Spłonęła doszczętnie w 1853. Obecna świątynia znajduje się w bezpośrednim sąsiedztwie dawnego kościoła i została zbudowana w stylu neoromańskim w latach 1864-1865. Wnętrze salowe kościoła jest nakryte stropem belkowym. Do wyposażenia wnętrza świątyni należą drewniane empory, trzy barokowe ołtarze z XVIII wieku i ambona pochodzące z nieistniejącego kościoła zamkowego. Pozostałe ołtarze i neogotycka chrzcielnica powstały w II połowie XIX wieku. W latach 1530–1945 świątynia należała do protestantów. Od 1947 roku jest to katolicki kościół parafialny. W latach 1969–1975 zostało zainstalowane elektryczne ogrzewanie, został zamontowany dzwon, wyremontowano 24- głosowe organy, została założona nowa posadzka oraz wymalowano wnętrze. Wymiary świątyni to: długość – 40 metrów, szerokość – 20 metrów wysokość wieży – 60 metrów.

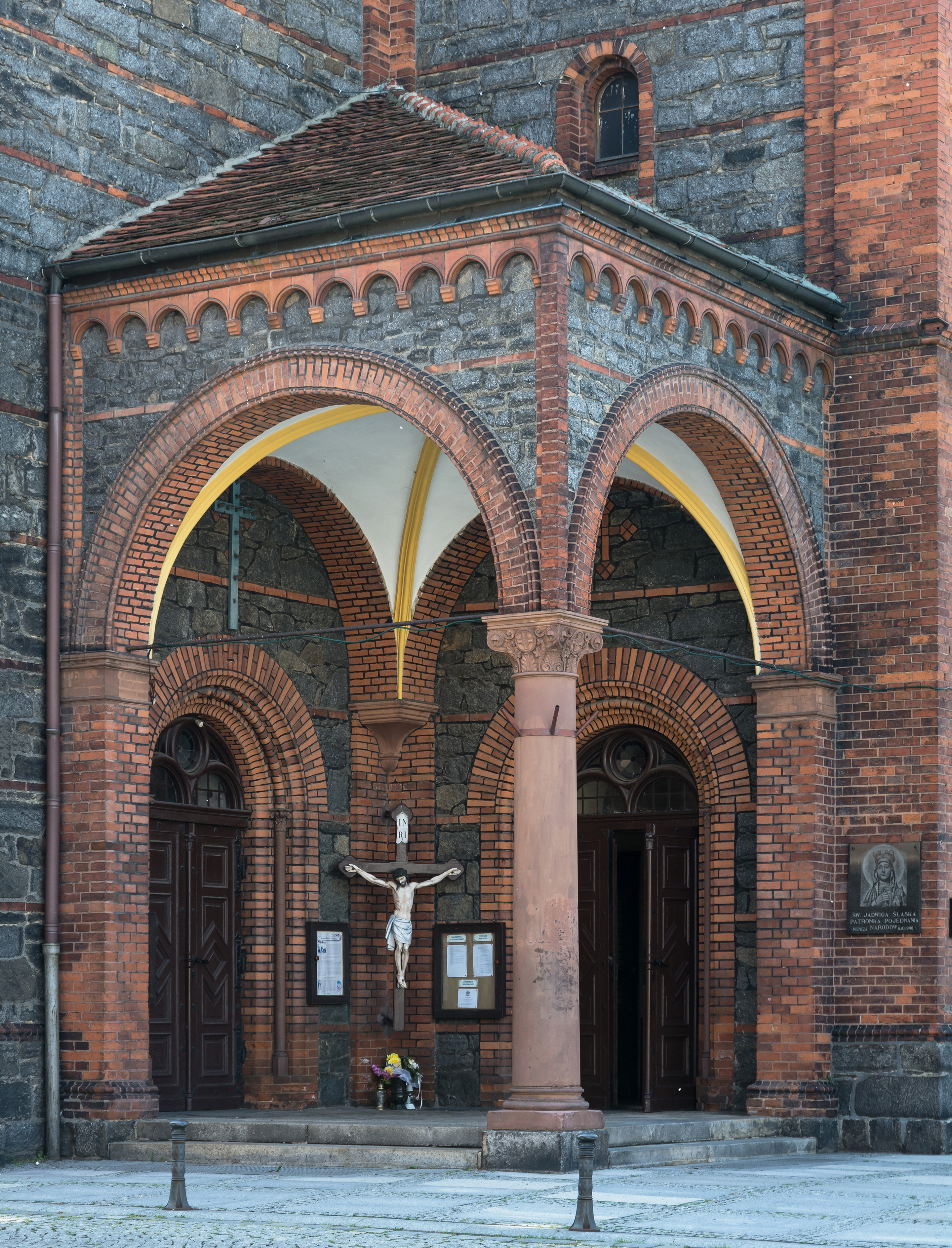
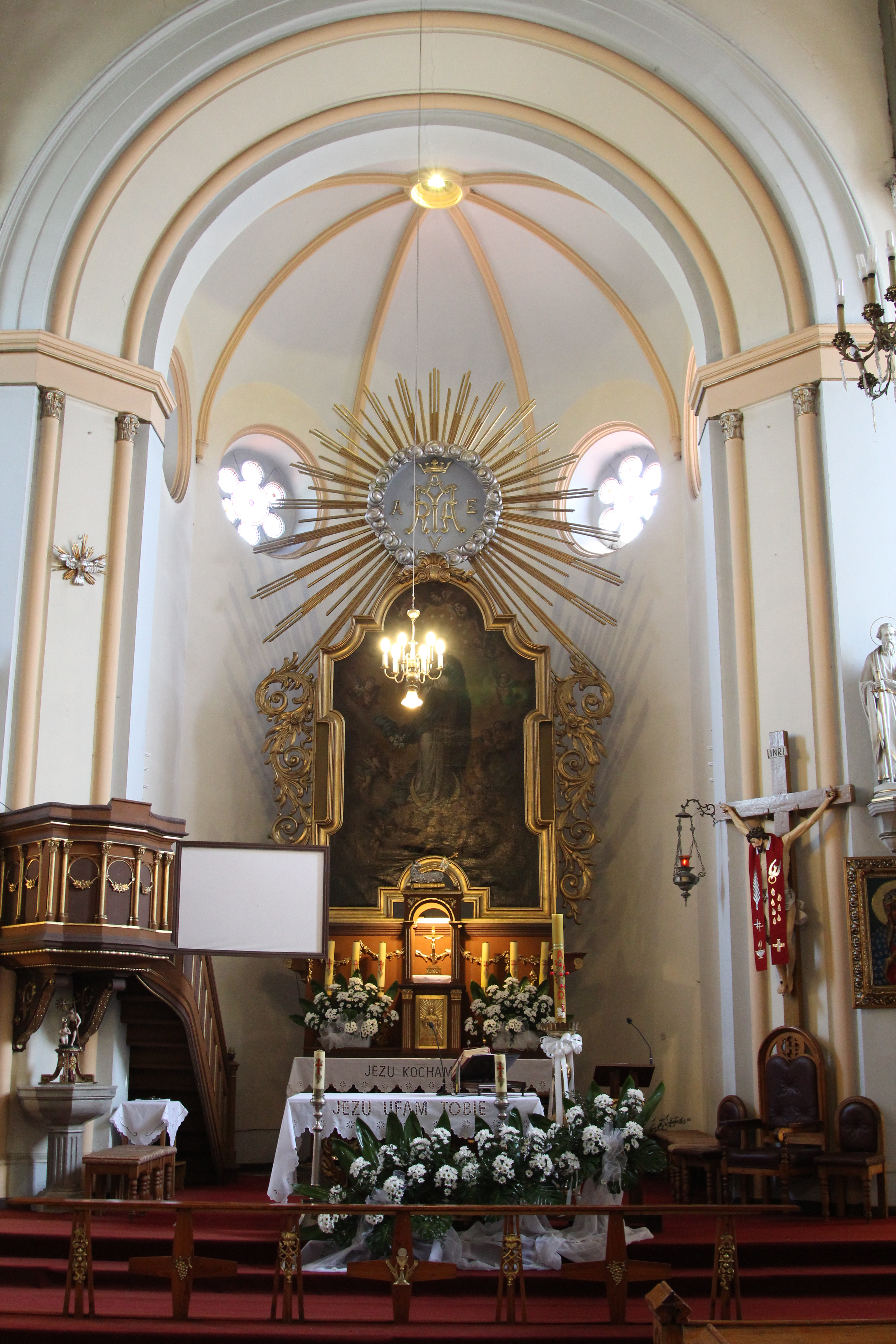
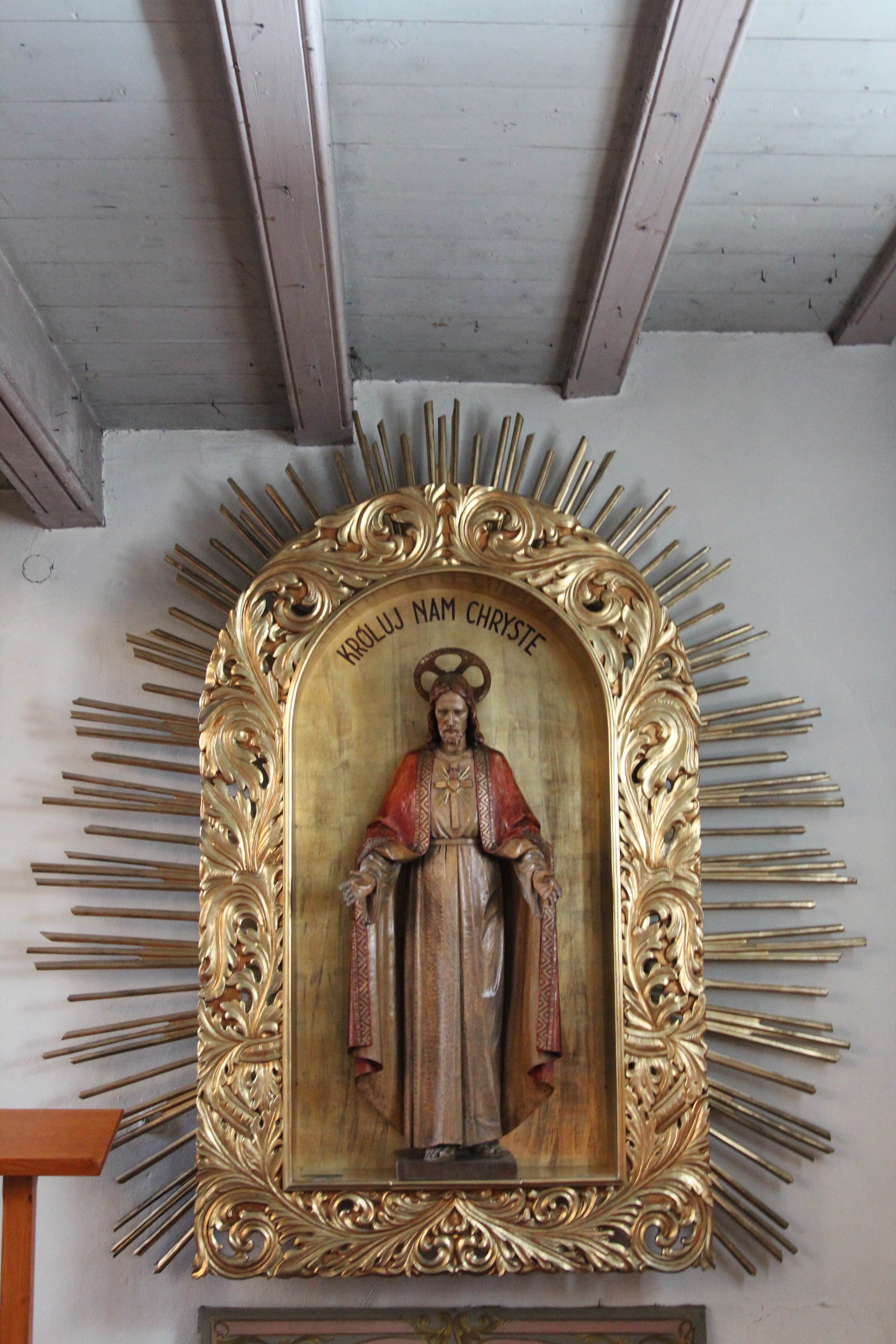
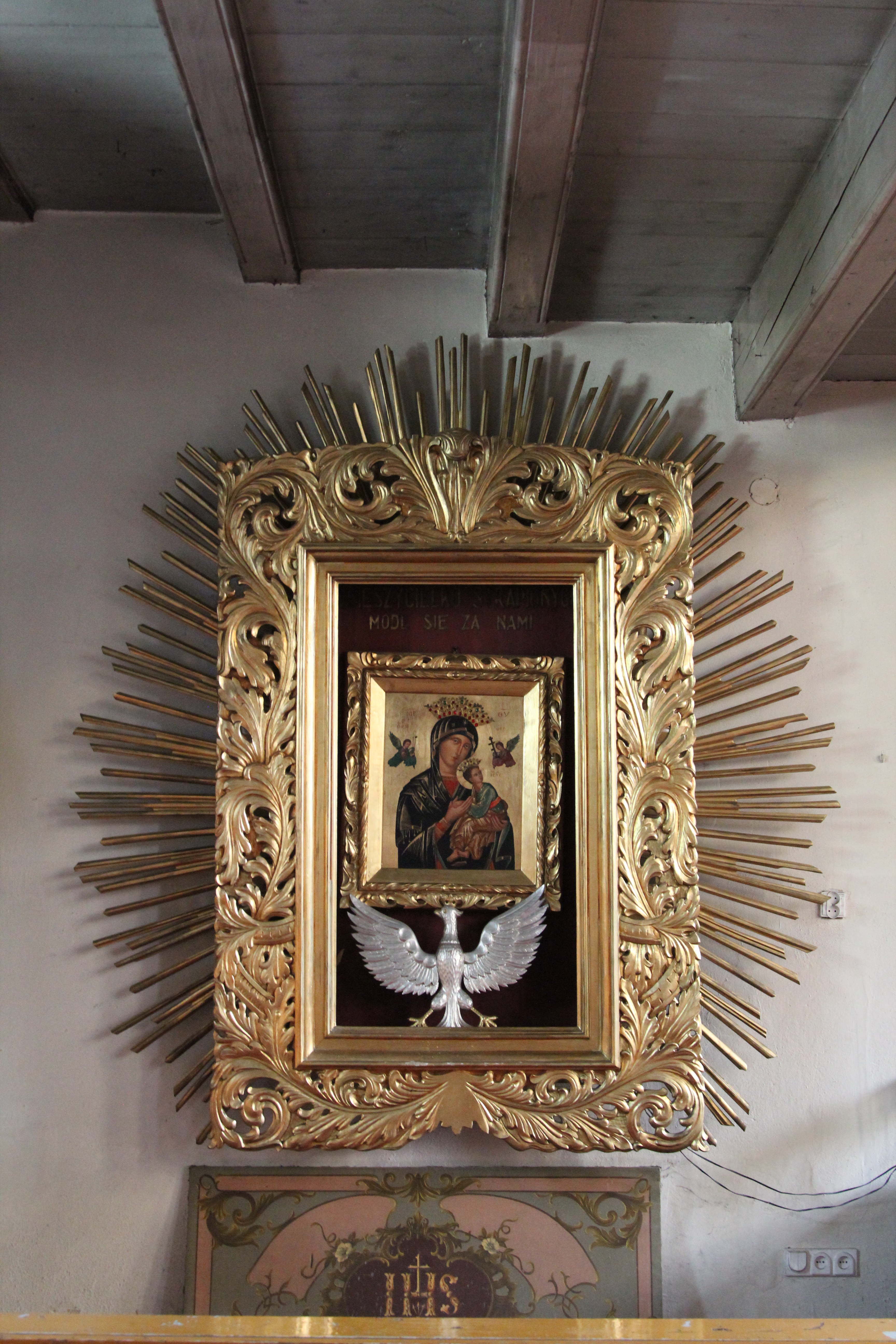